# Stegonia latifolia
Stegonia latifolia là một loài Rêu trong họ Pottiaceae. Loài này được (Schwägr.) Venturi ex Broth. miêu tả khoa học đầu tiên năm 1923.